# Christian Vadim
Christian Vadim (Parigi, 18 giugno 1963) è un attore francese, figlio dell'attrice Catherine Deneuve e di Roger Vadim.

## Biografia

### Vita privata
È fratellastro dell'attrice franco-italiana Chiara Mastroianni.
Ha un figlio, Igor Divetain-Vadim, nato nel 1987. Christian Vadim ha fatto il suo debutto cinematografico nel 1983, in collaborazione con suo padre nel film 1960, terza liceo... e fu tempo di rock and roll, ed è apparso l'anno successivo nel film di Éric Rohmer Le notti della luna piena.

## Filmografia
- 1960, terza liceo... e fu tempo di rock and roll (Surprise Party), regia di Roger Vadim (1983)
- College, regia di Franco Castellano, Giuseppe Moccia (1984)
- Le notti della luna piena (Les Nuits de la pleine lune), regia di Éric Rohmer (1984)
- La Punyalada, regia di Jorge Grau (1990)
- Mauvaise fille, regia di Régis Franc (1991)
- El invierno en Lisboa, regia di José A. Zorrilla (1991)
- Jalousie, regia di Kathleen Fonmarty (1991)
- Aire Libre, regia di Luis Armando Roche (1996)
- L'Inconnu de Strasbourg, regia di Valeria Sarmiento (1998)
- Il tempo ritrovato (Le Temps retrouvé), regia di Raúl Ruiz (1999)
- Combat d'amour en songe, regia di Raúl Ruiz (2000)
- Les Âmes fortes, regia di Raúl Ruiz (2001)
- Rien que du bonheur, regia di Denis Parent (2003)
- Quel giorno (Ce jour-là), regia di Raúl Ruiz (2003)
- Une place parmi les vivants, regia di Raúl Ruiz (2003)
- Un truc dans le genre, regia di Alexandre Ciolek (2005)
- Antonio Vivaldi, un prince à Venise, regia di Jean-Louis Guillermou
- La notte di fronte (La noche de enfrente), regia di Raúl Ruiz (2012)
- Linhas de Wellington, regia di Valeria Sarmiento (2012)
- L'uomo che vendette la sua pelle (The Man Who Sold His Skin), regia di Kaouther Ben Hania (2020)